# 고경초등학교
고경초등학교는 대한민국 경상북도 영천시 고경면 상덕리에 위치해 있는 공립 초등학교이다.

## 학교 연혁
- 1927년 7월 29일 설립인가
- 1928년 4월 23일 고촌공립보통학교(4년제) 개교
- 1938년 4월 1일 고촌공립심상소학교(6년제) 개칭
- 1941년 4월 1일 고촌공립국민학교 개칭
- 1968년 7월 26일 고경국민학교로 개칭
- 1974년 3월 2일 삼귀분교장 설립
- 1983년 3월 5일 병설유치원 개원
- 1993년 3월 1일 청계국민학교, 석계국민학교 통합
- 1995년 3월 1일 삼귀분교장 통합
- 1996년 3월 1일 고경초등학교로 교명 변경
- 2023.03.01 제33대 김창한 교장 부임
- 2024.01.08 제93회 졸업(8명, 졸업생 총 6,102명)
- 2024.03.01 초등 7학급(일반6, 도움반1), 유치원 1학급 편성

## 참고 자료
- 고경초등학교 - 한국교육학술정보원 학교알리미